# Stiftelsen Svensk Industridesign
Stiftelsen Svensk Industridesign (Svid) är en stiftelse som arbetar för att stödja svenskt näringsliv genom att utveckla och förmedla kunskap och kompetens inom industriell design.

## Historik
Stiftelsen Svensk Industridesign grundades 1989, men hade då varit verksam under större delen av 1980-talet.
Stiftelsen har under åren samarbetat med såväl Konstfack samt Svensk form beträffande designutmärkelsen Swedish Design Award. Tillsammans med Svensk form och Teknikföretagen driver stiftelsen även Stora Designpriset.
Stiftelsen Svensk Industridesigns verksamhet finansieras främst genom ett så kallat verksamhetsbidrag från Tillväxtverket. De senaste åren har detta bidrag uppgått till mellan 6 och 15 miljoner kronor per år. Tillväxtverket är också en av grundarna till stiftelsen.